# Sebastian Schipper
Sebastian Schipper (Hannover, 8 mei 1968) is een Duits filmregisseur, scenarioschrijver en acteur.

## Biografie
Sebastian Schipper werd in 1968 geboren in Hannover en volgde van 1992 tot 1995 acteerstudies aan de Otto-Falckenberg-Schule in München. Buiten zijn theaterwerk voor de Münchner Kammerspiele, speelde hij vanaf 1992 enkele kleine filmrolletjes, onder andere in The English Patient (1996). 
In 1999 schreef en regisseerde Schipper zijn eerste langspeelfilm Absolute Giganten, die bij de Duitse filmprijzen de zilveren medaille behaalde. Zijn vierde film als regisseur-scenarioschrijver Victoria ging in première op het filmfestival van Berlijn en behaalde daar enkele prijzen, waaronder de zilveren beer voor cinematografie en de Preis der Gilde Deutscher Filmkunsttheater. De film werd tijdens de Deutschen Filmpreis 2015 ook bekroond met 5 prijzen, waaronder beste film (goud) en beste regie.

## Filmografie

### Acteur
- 1992: Kleine Haie
- 1996: The English Patient
- 1997: Winterschläfer
- 1998: Das merkwürdige Verhalten geschlechtsreifer Großstädter zur Paarungszeit
- 1998: Eine ungehorsame Frau
- 1998: Lola rennt
- 2000: Fremde Freundin
- 2000: England!
- 2000: Der Krieger und die Kaiserin
- 2002: Elefantenherz
- 2003: Ganz und gar
- 2004: Die Nacht singt ihre Lieder
- 2005: Die blaue Grenze
- 2010: Drei
- 2012: Ludwig II.
- 2012: Überleben an der Wickelfront
- 2013-2015: Tatort
- 2013: Alaska Johansson (televisiefilm)
- 2014: Um jeden Preis
- 2015: Coconut Hero

### Regie en scenario
- 1999: Absolute Giganten
- 2006: Ein Freund von mir
- 2009: Mitte Ende August
- 2015: Victoria

## Prijzen en nominaties
De belangrijkste:
| Jaar | Prijs                    | Categorie                                  | Film     | Uitslag  |
| ---- | ------------------------ | ------------------------------------------ | -------- | -------- |
| 2015 | Deutscher Filmpreis      | Beste regie                                | Victoria | Gewonnen |
| 2015 | Filmfestival van Berlijn | Preis der Gilde Deutscher Filmkunsttheater | Victoria | Gewonnen |